# Nombre Beth
Pour les articles homonymes, voir Beth.
Dans la théorie des ensembles ZFC (avec axiome du choix), les nombres beth désignent une hiérarchie de nombres cardinaux indexée par les ordinaux, obtenue à partir du dénombrable en prenant le cardinal de l'ensemble des parties pour successeur, et la borne supérieure (ou réunion) pour passer à la limite. La notation de ces nombres utilise la deuxième lettre de l'alphabet hébreu, {\displaystyle \beth } ou ב.

## Introduction
En théorie des ensembles, les nombres cardinaux représentent la taille d'un ensemble. Le cardinal d'un ensemble bien ordonné est naturellement représenté par un ordinal qui n'est équipotent à aucun ordinal strictement plus petit. Les cardinaux des ensembles ordonnés infinis sont appelés alephs, ils représentent tous les cardinaux infinis en présence de l'axiome du choix. Il est possible de « numéroter » les alephs par des ordinaux, c'est-à-dire d'établir l'existence d'une classe fonctionnelle bijective des ordinaux vers les alephs. Un aleph est noté avec la première lettre ℵ de l'alphabet hébreu, indexée par un nombre ordinal. Le cardinal {\displaystyle \aleph _{\alpha +1}}, successeur du cardinal {\displaystyle \aleph _{\alpha }} est le plus petit cardinal strictement supérieur à {\displaystyle \aleph _{\alpha }}. C'est encore le cardinal de Hartogs de {\displaystyle \aleph _{\alpha }}, c'est-à-dire le cardinal de l'ensemble des ordinaux subpotents {\displaystyle \aleph _{\alpha }}, ensemble naturellement bien ordonné.
Pour les nombres beth, ou fonction beth, au lieu de l'opération de Hartogs pour le successeur, on prend le cardinal de l'ensemble des parties, ce qui demande l'axiome du choix. Le point de départ est identique : {\displaystyle \beth _{0}=\aleph _{0}}. Cette définition demande donc ZFC (ou une théorie plus forte). La fonction beth est une fonction bien définie des ordinaux dans les alephs, mais cela ne signifie pas que l'on sache déterminer, pour un ordinal donné, de quel aleph il s'agit (indexé par quel ordinal). En effet, l'hypothèse du continu se reformule {\displaystyle \beth _{1}=\aleph _{1}}, et l'hypothèse généralisée du continu revient à identifier les deux hiérarchies. Or ces deux hypothèses comme leurs négations sont compatibles avec ZFC.

## Définition
Pour définir les nombres beth, commençons par poser :
{\displaystyle \beth _{0}=\aleph _{0}}
qui correspond à la cardinalité des ensembles dénombrables, par exemple celui de {\displaystyle \mathbb {N} }, l'ensemble des entiers naturels.
Notons P(A) l'ensemble des parties de A, c.-à-d. l'ensemble de tous les sous-ensembles de A. Puis définissons :
{\displaystyle \beth _{\alpha +1}=2^{\beth _{\alpha }},}
qui est la cardinalité de l'ensemble des parties de A si {\displaystyle \beth _{\alpha }} est la cardinalité de A.
Étant donné cette définition,
{\displaystyle \beth _{0},\ \beth _{1},\ \beth _{2},\ \beth _{3},\ \dots }
ont respectivement les cardinalités de :
{\displaystyle \mathbb {N} ,\ P(\mathbb {N} ),\ P(P(\mathbb {N} )),\ P(P(P(\mathbb {N} ))),\ \dots .}
Ainsi, le deuxième nombre beth {\displaystyle \beth _{1}} est {\displaystyle 2^{\aleph _{0}}} ou c (ou {\displaystyle {\mathfrak {c}}}), la cardinalité ou puissance du continu, le 3e nombre de beth {\displaystyle \beth _{2}=2^{\mathfrak {c}}} correspond à la cardinalité de l'ensemble des parties du continu, etc.
Pour un ordinal limite infini λ, le nombre beth qui lui correspond dans la hiérarchie est le sup des nombres beth associés aux ordinaux strictement inférieurs à λ :
{\displaystyle \beth _{\lambda }=\sup\{\beth _{\alpha }:\alpha <\lambda \}.}
Via le théorème de Cantor, tout ensemble a une cardinalité strictement inférieure à celle de l'ensemble de ses parties donc la hiérarchie est stricte.
Comme Vω est dénombrable, l'univers de von Neumann Vω+α a pour cardinalité {\displaystyle \beth _{\alpha }}.

## Généralisation
Le symbole plus général {\displaystyle \beth _{\alpha }(\kappa )}, avec α ordinal et κ cardinal, est parfois utilisé. Il est défini comme suit :
{\displaystyle \beth _{0}(\kappa )=\kappa ,}
{\displaystyle \beth _{\alpha +1}(\kappa )=2^{\beth _{\alpha }(\kappa )},}
{\displaystyle \beth _{\lambda }(\kappa )=\sup\{\beth _{\alpha }(\kappa ):\alpha <\lambda \}} si λ est un ordinal limite.
Ainsi, {\displaystyle \beth _{\alpha }=\beth _{\alpha }(\aleph _{0}).}
Dans ZF, pour tout cardinal κ et μ, il existe un ordinal α tel que :
{\displaystyle \kappa \leq \beth _{\alpha }(\mu ).}

Et dans ZF, pour tout cardinal κ et ordinaux α et β, on a :
{\displaystyle \beth _{\beta }(\beth _{\alpha }(\kappa ))=\beth _{\alpha +\beta }(\kappa ).}
Ainsi, dans ZF sans ur-elements et avec ou sans l'axiome du choix, pour tous cardinaux κ et μ, il existe un ordinal α tel que pour tout ordinal β ≥ α :
{\displaystyle \beth _{\beta }(\kappa )=\beth _{\beta }(\mu ).}
Ceci est valable aussi dans la théorie des ensembles de Zermelo–Fraenkel avec ur-elements et avec ou sans axiome du choix, ce qui fait que les ur-elements forment un ensemble équipotent à un pure set (un ensemble dont la clôture transitive ne contient pas d'ur-elements). En présence de l'axiome du choix, tout ensemble d'ur-elements est équipotent à un pure set.

## Remarque
« Beth » renvoie ici à la deuxième lettre de l'alphabet hébraïque et nullement au logicien Beth.